# Église Saint-Jacques-le-Majeur du Bar-sur-Loup
L'église Saint-Jacques-le-Majeur est une église catholique située au Bar-sur-Loup, en France.

## Localisation
L'église est située dans le département français des Alpes-Maritimes, sur la commune du Bar-sur-Loup.

## Historique
L'édifice est inscrit au titre des monuments historiques le 31 octobre 1940.